# Antonio Nicotra
Antonio Nicotra (Catania, 24 ottobre 1908 – Verona, 16 aprile 2002) è stato un attore italiano.

## Biografia
È stato un interprete del teatro siciliano e del cinema italiano. Ebbe un ruolo importante nel film Sciuscià di Vittorio De Sica.
Nato a Catania nel popolare rione di San Berillo, primo di dieci fratelli, rimasto orfano di padre all'età di 16 anni si è diviso tra la sua grande passione del teatro e il lavoro per mantenere la numerosa famiglia. Con l'incontro con la sua futura moglie Mariannina Libassi, figlia dell'attore Cesare Libassi, finalmente poté dedicarsi interamente al teatro come attore nelle compagnie del suocero.
Si impiegò quindi nell'amministrazione dello Stato, rinunciando alla carriera artistica. Rimase però il riferimento romano di tutti gli attori siciliani che sbarcavano nel continente insieme al suo amico, diventato poi un grande produttore cinematografico Felice Zappulla e partecipò con ruoli alle volte importanti a vari film. Si cimentò sporadicamente in teatro interpretando i ruoli che gli affidavano con naturalezza.
Dopo la separazione e il divorzio da sua moglie si trasferì a Verona dove si risposò. Anche in quella città lavorò in teatro.
Dall'unione con Mariannina Libassi nacquero Giancarlo Nicotra (1944-2013), attore e regista, Angelo (1948-2024) e Franco, anch'essi attori.
È morto a Verona il 16 aprile 2002 all'età di 93 anni.

## Filmografia
- Sciuscià, regia di Vittorio De Sica (1946)
- Domani è troppo tardi, regia di Léonide Moguy (1950)
- Sambo, regia di Paolo William Tamburella (1950)
- Umberto D., regia di Vittorio De Sica (1950)
- Persiane chiuse, regia di Luigi Comencini (1950)
- Anna, regia di Alberto Lattuada (1951)
- Cronaca di un delitto, regia di Guido Brignone (1952)
- Ai margini della metropoli, regia di Carlo Lizzani (1953)
- Condannatelo!, regia di Luigi Capuano (1953)
- Questa è la vita, regia di Giorgio Pàstina (1954)
- Accadde al commissariato, regia di Giorgio Simonelli (1954)
- Accadde al penitenziario, regia di Giorgio Bianchi (1955)